# Kistibi
A kistibi (baskír nyelven: ҡыҫтыбый, tatár nyelven: кыстыбый/qistibí, udmurt nyelven:кыстыбей) baskír, tatár és udmurt hagyományos étel, kenyérféle. Forró serpenyőben, vékonyra sütik a kovásztalan tésztát, olaj nélkül, vajban. Töltve is előállítják, általában krumplit, húst vagy kölest tesznek bele, hogy laktatóbb legyen. A tölteléket a lapos sütemény egyik felére helyezik, a másik felével pedig lefedik.

## Elkészítése
A tészta lisztből készül, vízzel, olajjal, csipet sóval Az összetevőket egy tálban összegyúrják, majd dagasztás után 20–30 percig állni hagyják. Ezt követően egyenlő részekre osztják, golyó formát készítenek belőle és sodrófával kinyújtják. Forró serpenyőben, vajon sütik meg mindkét oldalát. A töltelék burgonyapüré, mely vízzel vagy tejjel készül, kaporral, sóval, borssal és vajjal. A kistibi egyik felét megkenik vele vékonyan, ráhajtják a másik felét, megkenik vajjal és tovább sütik, halványbarnára.

## Érdekesség
A világ legnagyobb, 2 méter 10 centiméter átmérőjű kistibijét 2011-ben Baskíriában készítették, bekerült a Guinness Rekordok Könyvébe.